# Doctor De Soto (Kurzfilm)
Doctor De Soto ist ein US-amerikanischer animierter Kurzfilm von Michael Sporn aus dem Jahr 1984.

## Handlung
Die Maus Dr. De Soto ist ein Zahnarzt für alle Tierarten. Kleinere Tiere werden in einem Stuhl behandelt, größere auf dem Boden sitzend und riesige in einem Spezialzimmer mit Kranvorrichtungen. De Soto ist als Zahnarzt sehr beliebt, kann er aufgrund seiner Größe doch direkt im Maul seiner Patienten arbeiten, die aufgrund seiner Geschicklichkeit kaum Schmerzen verspüren. Nur einen Grundsatz hat De Soto, der mit seiner Frau zusammenarbeitet: Er behandelt keine Tiere, die Mäusen gefährlich werden könnten. Eines Tages steht ein Fuchs vor seiner Tür, der als gefährliches Tier gilt. Er hat starke Zahnschmerzen und bittet so inniglich, dass die De Sotos für ihn eine Ausnahme von ihrer Regel machen. Tatsächlich muss dem Fuchs ein Zahn gezogen werden. De Soto narkotisiert den Fuchs, der im Traum davon spricht, wie er Mäuse am liebsten verspeisen würde. Der Zahn wird erfolgreich gezogen und der Fuchs muss am nächsten Tag wiederkommen, um seinen Ersatzzahn zu erhalten. Er überlegt sich auf dem Heimweg, ob es moralisch verwerflich sei, beide Mäuse nach der erfolgreichen Behandlung zu verspeisen. Die De Sotos wiederum überlegen, ob sie den Fuchs am nächsten Tag wieder behandeln sollten. De Soto beschließt, eine begonnene Behandlung zu Ende zu bringen, und beide Mäuse legen sich einen Plan für den nächsten Tag zurecht.
Der Fuchs erscheint pünktlich und erhält den von Frau De Soto angefertigten Goldzahn. Er hat sich überlegt, die Mäuse zu verspeisen. De Soto ahnt es und bietet ihm einen Extraservice an. Beide Mäuse hätten eine Tinktur angefertigt, die nach Auftragen auf die Zähne bewirkt, dass diese nie wieder behandelt werden müssen. Der Fuchs, der Zahnschmerzen hasst, willigt ein, die Tinktur als erster zu testen. De Soto streicht ihm sämtliche Zähne damit ein. Der Fuchs presst die Zähne anschließend wie von De Soto angeordnet aufeinander und kann sein Maul danach nicht mehr öffnen. De Soto erklärt ihm, dass die Tinktur die nächsten zwei Tage einwirken muss und er erst dann seine Schnauze wieder öffnen können wird – in Wirklichkeit handelt es sich um eine Art Klebstoff, den die De Sotos angerührt haben. Der Fuchs bedankt sich durch geschlossene Zähne und versucht, möglichst würdevoll zu gehen. Die De Sotos beglückwünschen sich für ihre Idee und schließen die Praxis für diesen Tag.

## Produktion
Doctor De Soto beruht auf dem gleichnamigen Kinderbuch von William Steig aus dem Jahr 1982. Die Animation des Films lehnt sich an die Buchillustrationen an. Die Handlung wird von Ian Thompson erzählt.

## Auszeichnungen
Auf dem Ottawa International Animation Festival gewann Doctor De Soto den OIAF Award als bester Kinderfilm. Zudem gewann er den CINE Golden Eagle.
Doctor De Soto wurde 1985 für einen Oscar in der Kategorie „Bester animierter Kurzfilm“ nominiert, konnte sich jedoch nicht gegen Charade durchsetzen.